# Fritz Eckhardt
Fritz Eckhardt (Linz, 30 november 1907 - Klosterneuburg, 31 december 1995) was een Oostenrijkse acteur, auteur, zanger en regisseur.

## Biografie
Fritz Eckhardt werd als buitenechtelijk kind geboren op 30 november 1907 in Linz aan de Donau. Het huis waar hij werd geboren was vlak bij het Staatstheater aan de boulevard. Zijn ouders waren showmannen en acteurs. De geliefden trouwden al snel, aangezien ze in die tijd in de katholieke k.u.k. keer was het een schandaal als een kind onwettig werd geboren, of ook vanwege het imago van haar acteerberoep. Door hun werk hadden ze heel weinig tijd om voor hun zoon te zorgen. Het jonge paar scheidde echter een paar jaar later. Nadat het huwelijk van de ouders mislukte, kwam hun zoon Fritz naar Wenen. Zijn biologische moeder Helene Eckhardt-Norman overleed in 1916 op 32-jarige leeftijd aan visvergiftiging. De begrafenis van de moeder vond ook plaats op Eckhardts 9e verjaardag. De tweede vrouw Tilly van zijn vader was een zeer liefdevolle en zorgzame moeder. Zijn (stief)grootmoeder was ook een goedhartige vrouw met wie hij veel tijd doorbracht. (Herinneringen aan Fritz Eckhardt en opgenomen in het boek van Georg Markus: Mein Elternhaus – Ein Österreichs Familienalbum). Zijn vader was de Joodse theaterregisseur Viktor Eckhardt, die later werd vermoord in een concentratiekamp in Riga tijdens de Nationaalsocialistische tijdperk. Toen hij werd gearresteerd, ontkende de vader dat hij een goede familieband had met de halfbloed (dat wil zeggen zoon Fritz), (Fritz Eckhardt was eigenlijk een volwaardige Jood volgens de rassenwetten van Neurenberg. De vader had hem kort daarvoor voor 140 Duitse Reichsmark een vervalst doopcertificaat gekocht) en redde zo zijn leven. Na de oorlog vernam hij dat zijn vader direct na het transport uit de trein werd gehaald en direct het slachtoffer werd van de Holocaust. Fritz Eckhardt nam als jonge man de beslissing om in de voetsporen van zijn ouders te treden in de film- en theaterwereld. Toen hij uiteindelijk, na verschillende keren van school te zijn veranderd, naar eigen zeggen geen goede leerling was, zijn lagere en middelbare school had afgemaakt, studeerde hij af aan de Academie voor Muziek en Podiumkunsten in Wenen.
Zijn artistieke theatercarrière begon in 1924, op bijna 17-jarige leeftijd, met zijn toneeldebuut in Stuttgart in het Wilhelma Theater, de eerste verbintenis waar zijn vader de regisseur was, evenals in Wenen in het Wiener Volkstheater, naast Paula Wessely, Karl Paryla en Siegfried Breuer, die een van zijn beste vrienden werd. Als jonge, leergierige acteur had hij vervolgens engagementen in Karlsbad, Reichenberg, Aussig, Bielitz en terug naar Wenen van 1925 tot het begin van de jaren 1930, dan het Mellini Theater in Hannover, dan het Koninklijke Schouwburg Theater in Den Haag en dan in de toen bruisende wereldstad Berlijn naar de Rotter podia. Later schreef hij talrijke libretto's, toneelstukken en scenario's. Het Weense cabaret ABC (1934-1938) voerde verschillende van zijn toneelstukken op. Na de 'Anschluss' naar het Derde Rijk schreef de Jood Eckhardt, ondergedoken bij vrienden, vanaf 1939 anoniem of onder het pseudoniem Franz Paul voor de Wiener Werkel. Daar werden toneelstukken opgevoerd met een verbazingwekkende mate van satirische kritiek. Het was het enige Weense cabaret in Oostenrijk tijdens het nationaalsocialistische tijdperk. Aan het einde van de oorlog in Europa in 1945 verbleef hij bij het cabaret in Wenen, waaronder het literaire cabaret Der Liebe Augustin, opgericht door Stella Kadmon in de kelder van Café Prückel (van 1 juni 1945 tot 1947/1948 runde hij het samen met Carl Merz en daarna gaven hij en Merz de leiding terug aan Stella Kadmon die was teruggekomen uit Israël) evenals het kleine theater Das Kleine Brettl in het Weense Konzerthaus, opgericht door Rolf Olsen.
De eerste film waaraan hij deelnam was de stomme film Der Rosenkavalier, geproduceerd in Wenen en Neder-Oostenrijk in 1925 en in première in 1926 in Dresden bij de Semperoper. Het orkest stond onder leiding van de componist Richard Strauss van de opera. Na de Tweede Wereldoorlog kreeg hij veel aanbiedingen voor rollen en speelde vervolgens in verschillende Duitstalige films, twee tot drie films per jaar (zie de sectie Filmografie).
Met de toegenomen opkomst van televisie ORF, ARD en ZDF eind jaren 1950, vierde hij grote successen als acteur en auteur met series als Der alte Richter (1969-1970) met Paul Hörbiger, Gusti Wolf, Herbert Propst; Wenn der Vater mit dem Sohne (1971) met Peter Weck en Michael Janisch, Marianne Schönauer, Dany Sigel; Hallo – Hotel Sacher … Portier! (1973) met Elfriede Ott, Josef Hendrichs, Ossy Kolmann, Maxi Böhm, Marianne Schönauer; evenals in gastrollen in Duitstalige theaterbewerkingen en in zijn uitvoering voor de misdaadserie Tatort als Inspecteur Viktor Marek (de fictieve voornaam van de inspecteur kwam van zijn vader, die werd vermoord door de nazi's). Hij viel vooral op met zijn opvallende humor. Oberinspektor Marek was al een onafhankelijke misdaadserie van ORF voordat deze rol in Tatort werd opgenomen. De eerste aflevering werd uitgezonden in oktober 1963. Eckhardt schreef ook de scenario's voor deze serie, te beginnen met de aflevering Mädchenmord uit 1967. Marek en zijn zaken werden toen als bijdrage uit Oostenrijk in de serie Tatort opgenomen. De eerste Tatort-aflevering met Eckhardt werd uitgezonden op 7 november 1971, gevolgd door nog 13 afleveringen tot 1987, waarvan de scenario's ook door hem zijn geschreven. Eckhardt verscheen als Marek in in totaal dertig televisieproducties, waaronder kleine gastrollen, zoals Der Kommissar in de aflevering Drei Toten reisen nach Wien uit 1970. Zijn onderzoeksteam, in bijna alle afleveringen van het fictieve politiebureau 24, het recherchebureau van hoofdinspecteur Marek, bestond uit de constant knorrige districtsinspecteur Otto Wirz (Kurt Jaggberg), inspecteur Berntner (Albert Rolant), en de contractmedewerkster Susi Wodak (Lieselotte Plauensteiner), secretaresse en koffiezetster. Het beeld van vrouwen in die tijd (in dit geval geschreven door Fritz Eckhardt) toen vrouwen beroepsmatig actief waren, was erg negatief.

## Privéleven en overlijden
Fritz Eckhardt was sinds 4 augustus 1945 getrouwd met zijn vrouw Hildegard Eckhardt-Priebitzer, bekend als Hilde. Hij ontmoette haar tijdens het diner van een vriend. Hij vertelde hem dat hij erge kiespijn had en hij zei op zijn beurt tegen hem dat hij vandaag moest komen eten omdat hij een jonge, mooie, blonde, goede tandarts kende die die dag toevallig ook voor het avondeten was uitgenodigd. Het echtpaar had geen biologische kinderen. Later adopteerde hij de Duitse actrice Irmgard Riessen. In 1987 overleed zijn vrouw. Enige tijd na haar dood zei hij in een interview: Ze heeft me twee keer pijn gedaan. De eerste keer toen ze mijn tand trok en de tweede keer dat ze me voor altijd verliet. Op 31 december 1995 overleed Eckhardt op 88-jarige leeftijd in Klosterneuburg aan kanker. Zijn graf bevindt zich op de begraafplaats Bovenstad in Klosterneuburg, waar zijn vrouw Hildegard in 1987 werd begraven.

## Filmografie

### Bioscoop
- 1926: Der Rosenkavalier
- 1938: L'ultima nemica (draaiboekidee)

- 1948: Der Engel mit der Posaune
- 1948: Hin und her
- 1949: Nichts als Zufälle
- 1950: Der Schuß durchs Fenster
- 1951: Der Fünfminutenvater
- 1951: Durch Dick und Dünn (draaiboek samen met Theo Lingen)
- 1952: Abenteuer im Schloss
- 1952: Abenteuer in Wien
- 1953: Ich und meine Frau
- 1953: Heute nacht passiert’s
- 1953: Ein tolles Früchtchen
- 1954: Bruder Martin
- 1954: Die letzte Brücke
- 1954: Das Geheimnis der Venus
- 1955: Um Thron und Liebe
- 1955: Ja, so ist das mit der Liebe
- 1956: Pulverschnee nach Übersee
- 1957: Eva küßt nur Direktoren
- 1958: Eine Frau, die weiß, was sie will
- 1958: Jim und Jill
- 1958: So ein Millionär hat's schwer
- 1958: Solang’ die Sterne glüh'n
- 1959: Bezaubernde Arabella
- 1959: Ein Mann geht durch die Wand
- 1959: Die schöne Lügnerin
- 1959: Labyrinth
- 1960: Der brave Soldat Schwejk
- 1960: Mal drunter – mal drüber
- 1962: Almost Angels
- 1963: Charleys Tante
- 1963: The Waltz King
- 1965: DM-Killer
- 1967: Kurzer Prozess
- 1971: Hochwürden drückt ein Auge zu
- 1972: Trubel um Trixie
- 1994: Tafelspitz

### Televisie

#### Televisiefilms
- 1960: Schatten der Helden
- 1960: Das Kamel geht durch das Nadelöhr
- 1960: Der Vogelhändler
- 1961: Paganini
- 1961: G'schichten aus dem Wienerwald
- 1961: Der Jüngste Tag
- 1962: Einen Jux will er sich machen
- 1962: Die Rebellion
- 1963: Miracle of the White Stallions
- 1964: Karriere
- 1964: Ihr erster Ball
- 1965: Radetzkymarsch
- 1966: Minister gesucht
- 1967: Umsonst!
- 1967: Hulla di Bulla
- 1992: Mord im Wald

#### Televisieseries
- 1963–1970: Oberinspektor Marek
  - 1963: Vorladung
  - 1964: Einvernahme
  - 1965: Freispruch
  - 1966: Tödlicher Unfall
  - 1967: Mädchenmord
  - 1968: An einem einzigen Tag
  - 1969: Einfacher Doppelmord
  - 1970: Perfekter Mord
- 1971–1987: Tatort
  - 1971: Tatort: Mordverdacht
  - 1972: Tatort: Kressin und der Mann mit dem gelben Koffer als gastcommissaris
  - 1972: Tatort: Die Samtfalle
  - 1973: Tatort: Frauenmord
  - 1974: Tatort: Mord im Ministerium
  - 1975: Tatort: Urlaubsmord
  - 1976: Tatort: Annoncen-Mord
  - 1977: Tatort: Himmelblau mit Silberstreifen als gastcommissaris
  - 1977: Tatort: Der vergessene Mord
  - 1978: Tatort: Mord im Krankenhaus
  - 1979: Tatort: Der King als gastcommissaris
  - 1979: Tatort: Mord im Grand-Hotel
  - 1980: Tatort: Mord auf Raten
  - 1981: Tatort: Mord in der Oper
  - 1982: Tatort: Mordkommando
  - 1983: Tatort: Mord in der U-Bahn als gepensioneerde Marek
  - 1985: Tatort: Baranskis Geschäft als gastcommissaris
  - 1986: Tatort: Automord als gastcommissaris
  - 1987: Tatort: Wunschlos tot als gastcommissaris
  - 1987: Tatort: Der letzte Mord als gastcommissaris

#### Verdere series
- 1963: Schwäbische Geschichten
- 1970: Der Kommissar – Drei Tote reisen nach Wien (tv-serie)
- 1971: Wenn der Vater mit dem Sohne (13 afleveringen)
- 1973: Hallo – Hotel Sacher … Portier! (serie, 27 afleveringen)
- 1977: Meine Mieter sind die besten (serie)
- 1983: Der gute Engel (meerdelige serie)
- 1985: Via Mala (meerdelige serie)
- 1990: Roda Roda (serie)
- 1990: Ein Schloss am Wörthersee – Der Speck muß weg

- Gemeinsame Normdatei: 118528815
- International Standard Name Identifier: 0000 0000 2675 6608
- Library of Congress Control Number: n82011204
- MusicBrainz: af074a5a-ecaf-4c51-a91c-24458198c642
- Nederlandse Thesaurus van Auteursnamen: 074142607
- Virtual International Authority File: 37707837
- WorldCat: E39PBJgCPPrRwMbJVgfDkFB9Dq